# إسومالت
الإيسومالت هو بديل للسكر، وهو نوع من السكر الكحولي، ويستخدم في المقام الأول لخصائص تشابه السكر.
وله تأثير بسيط على مستويات السكر في الدم ولا يسبب تسوس الأسنان. وبه 2 كيلو/غرام سعرة حرارية من السكريات.